# Telescopus hoogstraali
Telescopus hoogstraali är en ormart som beskrevs av Schmidt och Marx 1956. Telescopus hoogstraali ingår i släktet Telescopus och familjen snokar. IUCN kategoriserar arten globalt som starkt hotad. Inga underarter finns listade i Catalogue of Life.
Arten förekommer med flera från varandra skilda populationer på Sinaihalvön (Egypten) och i angränsande regioner av Israel, Jordanien och Palestina. Habitatet utgörs av klippiga stäpper eller halvöknar. Honor lägger ägg.